# Amateurbeelden
Amateurbeelden zijn foto-, film- en video-opnamen, gemaakt door amateurs. De amateurs maken hierbij gebruik van niet professionele foto-, film- en videoapparatuur. Amateurbeelden blijven meestal bewaard in de familie, maar regelmatig komen amateurbeelden ook op de televisie.

## Techniek

### Film
Amateurfilmers gebruikten vaak een goedkope techniek voor het vastleggen van beeld. In de eerste jaren na de introductie van de cinema, werden een groot aantal filmformaten geprobeerd. Meer dan honderd zijn er gecatalogiseerd. Hieronder waren in chronologische volgorde: 17,5-, 9,5-, 16- en 8mm-films. Dit waren meestal stomme films. In de jaren zeventig werd geluid op magnetisch spoor aan de filmband toegevoegd.

### Video
In de jaren tachtig kwamen er VHS-videocamera's op de markt. Deze camera's waren erg groot, vandaar dat enkele jaren later de S-VHS band werd geïntroduceerd, een verkleinde VHS-band. Sony kwam in 1985 met de Video8-techniek. Deze techniek was tot ver in de jaren negentig de meest gebruikte techniek. Sony's pogingen tot een even succesvol vervolg op de Video8, zoals de Hi8- en de Digital8-techniek, waren niet erg geslaagd. De DV en miniDV, twee digitale opnametechnieken, werden al snel het meest gebruikt. Ook tegenwoordig wordt DV en miniDV het meest gebruikt, maar registratie op harde schijf is in opkomst. 

### Foto
In het verleden werd een groot aantal foto formaten geprobeerd. In de jaren dertig kwamen 35mm-camera's in gebruik, gepionierd door Leica. Tegenwoordig hebben de meeste mensen een digitale camera. Deze camera bewaart foto's op een geheugenkaart. Vanwege de lage kosten, opnamemogelijkheid onder slechte lichtsomstandigheden en digitale beeldbewerking is de digitale camera een groot succes.

## Homevideo's
Bekend zijn de homevideoprogramma's. In deze programma's worden grappige filmpjes en uitglijders, opgenomen door amateurfilmers, uitgezonden op de televisie. In ruil voor het beeldmateriaal, krijgt degene die het beeldmateriaal heeft ingestuurd een beloning.

## Grote gebeurtenissen
De laatste jaren is de verkoop van foto- en videocamera's extreem toegenomen. Ook zijn veel mobiele telefoons tegenwoordig uitgerust met een kleine digitale camera. Vaak zijn grote onverwachte gebeurtenissen, zoals de aanslagen op het World Trade Center in New York, vastgelegd door amateurfilmers. Veel nieuwszenders maken dankbaar gebruik van deze opnamen, die vaak grof geld bieden voor de opnamen. In Nederland is een grote verzameling filmbeelden ondergebracht bij het Nederlands Instituut voor Beeld en Geluid.
Door het internet wordt amateurbeeldmateriaal steeds populairder. De makers er van plaatsen video's en foto's op diensten als Google Video en Flickr, vaak nog voor de pers er opnamen maakt. Om hierop in te spelen zijn er al websites, waar mensen hun foto's te koop kunnen aanbieden aan een persbureau. Vaak moet wel een gedeelte van de opbrengst afgestaan worden aan de website.

## Uitlekschandalen
Regelmatig verschijnen er in de media berichten over uitgelekte amateurseksfilms van met name beroemdheden.